# شبح‌ماهی پوزه‌قهوه‌ای
شبح‌ماهی پوزه‌قهوه‌ای (نام علمی: Dolichopteryx longipes) نام یک گونه از سرده باله‌دراز است.